# Fana prosteri

Prosterier i Bjørgvins stift. Det lila området på kartan är Fana prosteri.

Fana prosteri (norska: Fana prosti) är ett kontrakt (prosteri, norska: prosti) i Bjørgvins stift inom Norska kyrkan. Kontraktet omfattar den södra delen av Bergens kommun samt kommunerna Austevoll och Bjørnafjorden i Vestland fylke i västra Norge.
Namnet syftar på stadsdelen Fana i Bergen som ingår i kontraktets område.

## Socknar
Fana prosteri består av sju socknar (norska: sokn eller sogn) inom tre kyrkliga samfälligheter (norska: kirkelige fellesråd), motsvarande kommunerna:

### Austevolls kyrkliga samfällighet
- Austevolls socken

### Bergens kyrkliga samfällighet
- Birkelands socken
- Fana socken
- Skjolds socken
- Søreide socken

### Bjørnafjordens kyrkliga samfällighet
- Fusa socken
- Os socken